# Alleinerziehender
Eine alleinerziehende (gemäß reformierter Rechtschreibung auch allein erziehende) Person ist eine Person, die ohne Hilfe einer anderen erwachsenen Person mindestens ein Kind unter 18 Jahren großzieht.

## Allgemein
Alleinerziehende können Mütter oder Väter sein, die ledig, dauernd getrennt lebend, geschieden oder verwitwet sind, aber auch andere Erziehungsberechtigte wie Pflegemütter/-väter oder ein Großelternteil. Im Einzelnen ist die Definition von „alleinerziehend“ umstritten. Als ausschlaggebende Kriterien gelten zum einen, dass die alleinige oder überwiegende Zuständigkeit für die tatsächliche Sorge (Pflege, Erziehung, Versorgung, Betreuung) bei nur einer erziehungsberechtigten Person liegt, zum anderen, dass diese Person mit dem Kind oder den Kindern, jedoch nicht mit einem anderen Erwachsenen in dauernder häuslicher Gemeinschaft zusammenlebt. Diese Konstellation wird auch als Einelternfamilie bezeichnet.
Die Zahl der Alleinerziehenden hat in den industrialisierten Ländern über die letzten Jahrzehnte zugenommen. Die Alleinerziehendenfamilie ist eine ökonomisch besonders verletzliche Familienform und ist in diesem Zusammenhang Gegenstand sozialwissenschaftlicher und pädagogischer Forschung.
Die gesellschaftliche Unterstützung für Familien spielt für allein und getrennt erziehende Eltern heutzutage eine wesentliche Rolle. Dies betrifft einerseits finanzielle Unterstützung, andererseits Beratungs- und Qualifizierungsangebote und Maßnahmen der Vereinbarkeit von Familie und Beruf, insbesondere verlässliche, flexible und qualitativ hochwertige Kinderbetreuung und eine Arbeitsorganisation, die Arbeitnehmern Flexibilität ermöglicht.

### Begriffskritik
Der Rechtsbegriff der Alleinerziehenden ist im Rahmen der Familienrechtsreform im Jahr 1976 entstanden. Der Begriff „alleinerziehend“ wird zunehmend kritisch hinterfragt, da er die reale Situation einer Trennungsfamilie oftmals nur unzureichend abbildet und daher von Betroffeneninitiativen auch als diskriminierend erlebt wird. Mit dem Begriff werde fälschlicherweise oft mangelnde soziale Einbettung oder Erziehungsqualität assoziiert. Die Nationale Armutskonferenz (nak) fügte den Begriff der Liste der sozialen Unwörter hinzu. Über die Hälfte der Getrennterziehenden und Alleinerziehenden von Kindern unter drei Jahren musste 2011 mit weniger als 1.100 Euro im Monat auskommen.
In den Daten des Statistischen Bundesamtes zur Bevölkerung werden die Getrennterziehenden und Alleinerziehenden jeweils nicht als eigene Gruppe erfasst. Es gibt bis heute keine amtlichen Daten zur Aufteilung der Erziehungs- und Betreuungsverantwortung zwischen Getrennterziehenden oder Alleinerziehenden. Es ist somit nicht bekannt, wie viele Elternpersonen im Wortsinne „alleinerziehend“ sind, in wie vielen Fällen die Kinderbetreuung aufgeteilt wird und wie dies ausgestaltet ist. Diese Situation prägt auch die öffentliche Debatte und Wahrnehmung. Eine Betreuungsleistung des sogenannten Umgangselternteils von 40 % wird rechtlich genauso gewertet, wie dessen vollständige Abwesenheit. Dieser Sachverhalt kann als eine Form der rechtlichen und somit strukturellen Diskriminierung gesehen werden. Die Anträge der Eltern, die eine Regelung durch das Familiengericht wünschen, daher im Hinblick auf der Einhaltung der UN-Kinderrechtskonvention von den antragstellenden Eltern vorzunehmen. Die Kinder sind hierbei stets die Träger der Rechte und Rechtssubjekte. Die Eltern haben die zuvörderst ihnen obliegende Pflicht zur gleichwertigen und gleichberechtigten Hege, Pflege, Obhut und gewaltfreier Erziehung des Kindes oder Jugendlichen.

## Geschichte
Alleinerziehende gab es zu jeder Zeit. Es waren meistens Mütter. Das hohe Sterberisiko für Frauen bei und kurz nach der Geburt führte auch zu alleinerziehenden Vätern. Im 19. Jahrhundert, als Frauen begannen, vermehrt in Kliniken statt zuhause zu entbinden, führte das in den Krankenhäusern verbreitete Kindbettfieber zu einem sprunghaften Anstieg der Todesfälle. Bei einer von sechs Geburten blieb der Vater als Witwer zurück. Verwitwete waren meist nur kurz alleinerziehend und heirateten erneut. Es gab zahlreiche der auch in Märchen sprichwörtlichen Stiefkinder.
Schlechter stand es um unverheiratete Mütter und ihre nichtehelichen Kinder. Sie waren stigmatisiert. Ein „gefallenes Mädchen“ fand wegen ihres vermeintlich schlechten Einflusses kaum eine Anstellung, was oft bittere Armut nach sich zog. Vor 1871 gab es keine Unterhaltspflicht. Der Anteil der nichtehelichen Geburten lag bei rund elf Prozent. Erst mit der Gründung des Deutschen Kaiserreiches wurde die rechtliche Situation alleinerziehender Mütter leicht verbessert und eine Unterhaltspflicht eingeführt. In der Praxis konnte diese jedoch einfach umgangen werden, wenn der Vater Zeugen für den „sexuellen Mehrverkehr“ der alleinerziehenden Mutter benannte. Im Jahr 1912 entzogen sich so rund 90 Prozent der unehelichen Väter ihrer Zahlungspflicht.
Mit der Reichsversicherungsordnung von 1911 wurde für den Fall, dass der Vater starb, erstmals eine Hinterbliebenenversorgung für nicht arbeitsfähige invalide Witwen und für Waisen eingeführt.

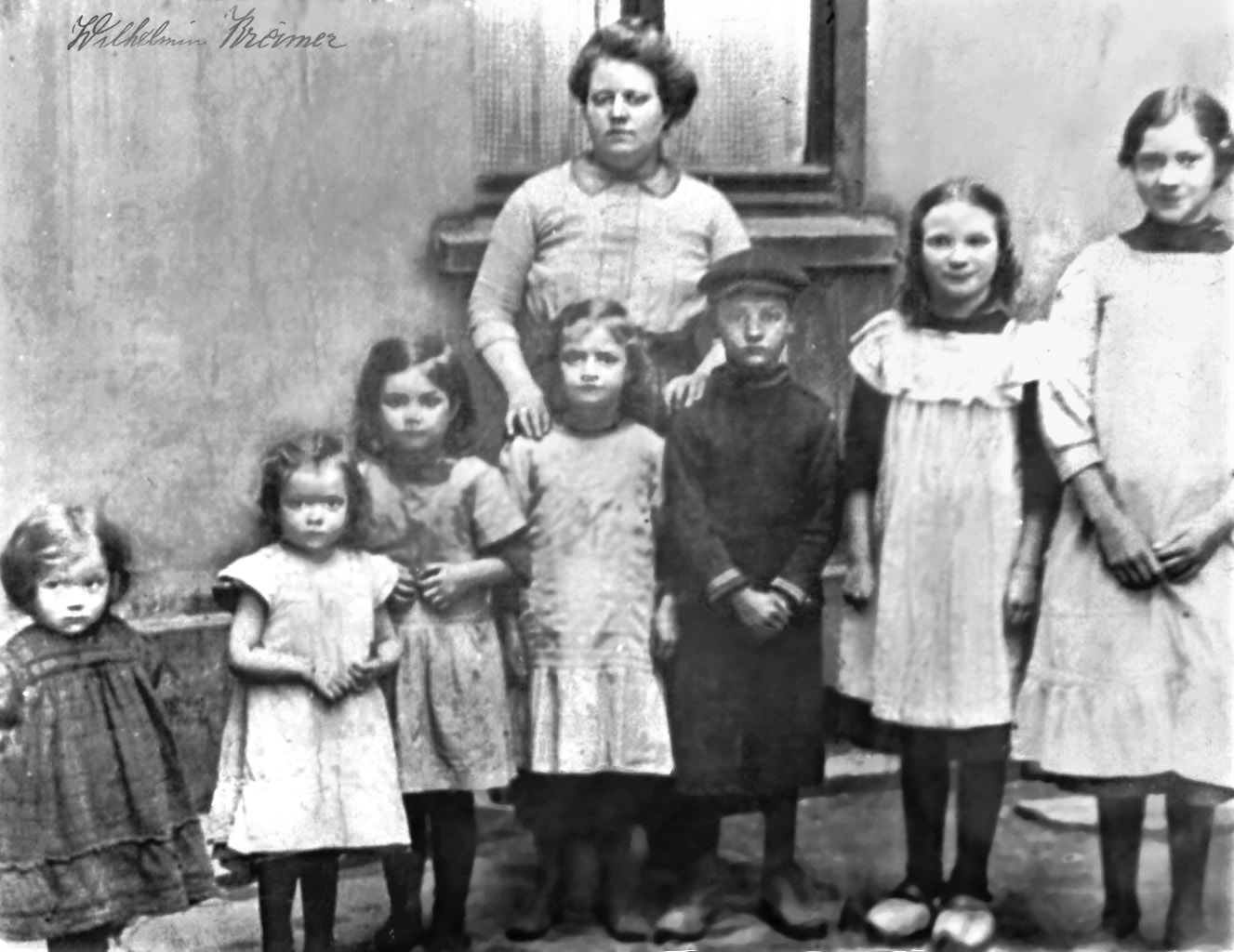
Alleinerziehende Witwe Wilhelmine Krämer im Jahr 1915 vor der Werkswohnung, für die sie nach dem Werksunfalltod ihres Mannes kostenfreies Wohnrecht erkämpfte.

Da auch einige Hemmnisse zur Eheschließung verringert wurden, sank die Quote der nichtehelichen Geburten auf 8,7 Prozent und blieb bis zum Ersten Weltkrieg in dieser Größenordnung. Viele dieser Kinder kamen in Säuglingsheime. Im Ersten Weltkrieg nahm mit dem Tod vieler Väter die Zahl der alleinerziehenden Witwen, der sogenannten „Kriegerwitwen“, und der ledigen Mütter, die nicht mehr nach Bemerken der Schwangerschaft heirateten konnten, sprunghaft zu. Ledige Mütter hatten nach dem damaligen Bürgerlichen Gesetzbuch nur die „Personensorge ohne Vertretungsmacht“ (§ 1707 BGB). Um diese zu erlangen, musste die Mutter eigens zum Vormund ihres Kindes bestellt werden (§§ 1773 ff. BGB) oder das Kind adoptieren (§ 1757 Abs. 1 BGB). Auch als in der Weimarer Republik erstmals Frauen im Parlament vertreten waren, hatten unverheiratete Mütter weiterhin keine elterlichen Rechte und ein Vater galt als nicht verwandt mit seinem unehelichen Kind. Ein Amtsvormund kümmerte sich um die Kindsrechte und die finanzielle Grundversorgung. Viele verwitwete Frauen lebten jedoch oft mit mehreren Kindern weiter in großer Armut. Nur in Einzelfällen konnten Frauen Unterstützung von den Arbeitgebern ihrer verstorbenen Männer erreichen. Beispielsweise erkämpfte die Witwe Wilhelmine Krämer durch hartnäckiges Vorsprechen bei der Werksleitung der Phönix Hüttenwerke in Duisburg, dass sie in den 1920er Jahren mit sieben Kindern eine kostenlose Werkswohnung gestellt bekam, nachdem ihr Mann als Maurer am Hochofen tödlich verunglückt war. Selbst für Frauen, die arbeiten konnten und Arbeit fanden, war es schwer, ein für den Familienunterhalt ausreichendes Einkommen zu erzielen. In Fabriken oder als Heimarbeiterinnen war der Lohn für Frauen prinzipiell deutlich geringer als der der Männer, da Männer als die Ernährer einer Familie galten und auch für alleinerziehende Frauen keine Ausnahme von der Lohnungerechtigkeit gemacht wurde.
Während der Zeit des Nationalsozialismus verschlechterte sich die Situation. Uneheliche Mutterschaft fiel unter das „Gesetz zur Verhütung erbkranken Nachwuchses“, das am 14. Juli 1933 in Kraft getreten war und Zwangssterilisationen in vielen Tausend Fällen ermöglichte. Erst mit dem Mangel an Soldaten zu Kriegsende wurden uneheliche Kinder geduldet. Durch die vielen gefallenen und kriegsgefangenen Väter lebten 1945 etwa 25 % der Kinder bei alleinerziehenden Müttern.
Erst im Nachkriegsdeutschland wurde die rechtliche und finanzielle Situation für Alleinerziehende merklich verbessert. Heute ist das Alleinerziehen als gleichberechtigte Familienform anerkannt.
Bei Angaben zum Anteil der Alleinerziehenden werden von verschiedenen Akteuren unterschiedliche Bezugsgrößen verwendet; bezieht man den Wert auf die Gesamtzahl aller Familien mit Kindern unter 18 Jahren, waren im Jahr 2022 in Deutschland 19 % aller Familien Alleinerziehenden-Familien, davon 239 000 alleinerziehende Väter und 1,33 Millionen alleinerziehende Mütter. Bezieht man die Zahl auf alle Lebensformen, also auch auf kinderlose Menschen, ist der Anteil der Alleinerziehenden in Deutschland mit 6 % im Jahr 2020 nur etwa ein Drittel so hoch (siehe Tabelle).

## Deutschland
| Lebensform               | Anteil in Prozent |
| ------------------------ | ----------------- |
| Ehepaare                 | 43                |
| Lebensgemeinschaften     | 8                 |
| Alleinstehende (Singles) | 43                |
| Alleinerziehende         | 6                 |
|                          |                   |

Laut dem Wissenschaftlichen Dienst des Deutschen Bundestags gibt es „in Deutschland keine allgemeingültige gesetzliche Definition des Begriffs ‚alleinerziehend‘. Vielmehr findet der Begriff in verschiedenen Rechtsnormen Anwendung, die nur zum Teil konkret definieren, welcher Personenkreis zu den Alleinerziehenden gehört.“
In § 21 Absatz 3 SGB II erscheinen Alleinerziehende als „Personen, die mit einem oder mehreren minderjährigen Kindern zusammenleben und allein für deren Pflege und Erziehung sorgen“. Das können beispielsweise auch Pflegeeltern oder Großeltern sein.
Auch wenn beide Elternteile das Sorgerecht (elterliche Sorge) im juristischen Sinne innehaben, was seit dem 1. Juli 1998 in Deutschland nach einer Scheidung der Normalfall ist, hat das Kind in der Regel bei einem Elternteil den Lebensmittelpunkt. Dieser entscheidet über die alltäglichen Belange des Kindes. Entscheidungen von erheblicher Bedeutung müssen von beiden Elternteilen gemeinsam getroffen werden. Nicht verheiratete Eltern haben die Möglichkeit, die gemeinsame Sorge durch eine Sorgeerklärung zu erlangen. Die Beziehung zum nicht mit dem Kind lebenden Elternteil wird in der Regel durch intensive Umgangskontakte aufrechterhalten.
Lebt ein Kind zu mindestens 40 % der Zeit beim getrenntlebenden Elternteil und wird in beiden Haushalten alltäglich versorgt, leben diese das so genannte „Wechselmodell“. Keiner der Elternteile ist in diesem Fall alleinerziehend. Die prozentual zu ziehende Grenze ist umstritten.
Elternteile, in deren Haushalt noch andere volljährige Personen leben, sind in der Regel Partnerschaften mit Kindern. Hier hat zwar nur der Elternteil das juristische Sorgerecht und damit die Erziehungsverpflichtung, die anderen Personen einer solchen Mehrgenerationen- oder Stieffamilie beteiligen sich aber in der Regel an der Erziehung und Betreuung des Kindes.
Während im Jahr 2010 in Deutschland noch etwa neun von zehn Alleinerziehenden weiblich waren, gab es im Jahr 2020 nur noch etwa fünf Mal so viele alleinerziehende Mütter wie Väter, obgleich der prozentuale Anteil an Alleinerziehenden an der Gesamtbevölkerung gleich blieb; hierbei definiert das Statistische Bundesamt Alleinerziehende als Mütter und Väter, die ohne Ehe- oder Lebenspartner mit einem oder mehr minderjährigen Kindern zusammenleben.
Bis 1961 hatte eine ledige Mutter in der Bundesrepublik Deutschland lediglich die Personensorge für ihr Kind und keinen Anspruch auf die elterliche Sorge (damals „elterliche Gewalt“ genannt). Ab dem 1. Januar 1962 konnte sie diese auf Antrag erhalten; das Vormundschaftsgericht konnte den Antrag aber aufgrund vielfältiger Gründe ablehnen; außerdem wurde ein Amtsvormund beigeordnet. Im Jahr 1971 erhielten Mütter nichtehelicher Kinder mit dem Gesetz über die rechtliche Stellung der nichtehelichen Kinder (NEhelG) das Sorgerecht für ihre Kinder, das Jugendamt hatte aber bis 1998 eine Amtspflegschaft. im Jahr 1998 wurde die Amtspflegschaft und durch eine Beistandschaft auf freiwilliger Basis ersetzt (Siehe auch Unehelichkeit#Geschichtlich).

### Berufstätigkeit und Einkommen
Dem Statistischen Bundesamt zufolge waren 2009 alleinerziehende Mütter zu 60 % berufstätig, alleinerziehende Väter zu 72 %. Dabei sind bei alleinerziehenden Vätern lebende Kinder im Durchschnitt älter als diejenigen, die bei alleinerziehenden Müttern leben. Der Anteil der in Vollzeit arbeitenden alleinerziehenden Mütter lag 2009 bei 42 %, 1996 hingegen bei 61 %. 2009 sagten 20 % der alleinerziehenden Mütter aus, keine Vollzeit-Anstellung gefunden zu haben.
Alleinerziehende leben häufiger als im selben Haushalt lebende Eltern unter der Armutsgrenze. Etwa 91 % der Alleinerziehenden waren im Jahr 2003 Frauen. Deren höheres Risiko unter der Armutsgrenze zu landen spiegelt sich bereits in der Berufswahl wider, wo meist signifikant geringer bezahlte Berufe gewählt werden. In Deutschland lebten 2008 nach dem Familienbericht der Bundesregierung etwa 40 Prozent der alleinerziehenden Eltern von Arbeitslosengeld II. Dies sind etwa 660.000 Mütter oder Väter mit rund einer Million Kindern.
Im Vergleich zu alleinstehenden ohne Kinder nehmen Hartz-IV-Empfängerinnen mit Kindern unter fünfzehn Jahren deutlich weniger an betrieblichen Fortbildungsmaßnahmen teil, obwohl solche ihre Arbeitsmarktchancen stark erhöhen würden.
Die OECD wies 2011 in ihrer Studie „Doing better for families“ darauf hin, dass es sich für Alleinerziehende in Deutschland eine Erwerbstätigkeit oft kaum lohne, da ihnen bei einem durchschnittlichen Einkommen nur etwa 13 % davon zusätzlich zur Verfügung stehe, weil die restlichen 87 % den Kita-Gebühren, Sozialleistungen, Steuern und entfallenen staatliche Hilfen entsprächen. In fast allen OECD-Staaten stehe Alleinerziehenden einen höheren Anteil des Gehalts zusätzlich zur Verfügung; umgekehrt haben in Irland und Schweden Alleinerziehende sogar weniger Geld zur Verfügung, wenn sie erwerbstätig sind.
Mehr als jeder fünfte Leistungsbeziehende nach dem Sozialgesetzbuch (SGB) II ging im Jahr 2021 einer Erwerbstätigkeit nach (22 Prozent). Insgesamt belief sich die Zahl dieser sogenannten Aufstocker in Deutschland im Juni 2021 auf rund 860.000 Menschen. Das zeigte eine Auswertung, die das Institut für Arbeitsmarkt- und Berufsforschung (IAB) im Auftrag der Bertelsmann Stiftung vorgenommen hatte. Wie aus der Langzeitanalyse für die Jahre 2010 bis 2018 hervorging, waren fast ein Drittel aller Leistungsbeziehenden, die in einer Familie mit Kindern leben, in diesem Zeitraum erwerbstätig. Besonders betroffen seien alleinerziehende Familien. Unter allen Haushaltsformen wiesen sie das höchste Risiko auf, ihr Arbeitseinkommen aufstocken zu müssen: Mehr als jeder sechste erwerbstätige Alleinerziehende beziehe zusätzlich SGB-II-Leistungen. Alleinerziehende hätten eine hohe Motivation, erwerbstätig zu sein. Doch für sie sei es besonders schwer, Beruf und Familie miteinander zu vereinbaren. Es sei erschreckend, dass ein so hoher Anteil der Alleinerziehenden trotz Arbeit auf Transferleistungen angewiesen sei um das Existenzminimum für sich und ihre Kinder zu sichern.

### Unterhalt
Alleinerziehende haben, sofern der andere Elternteil seiner Unterhaltspflicht nicht oder nur unregelmäßig nachkommt, für Kinder bis zur Vollendung des 18. Lebensjahr Anspruch auf Unterhaltsvorschuss.
Die Bertelsmann-Stiftung hat 2016 eine Studie herausgegeben, aus der hervorgeht, dass fehlende oder zu geringe Unterhaltszahlungen der Hauptgrund für eine Armutsgefährdung sind.

### Diskriminierung
Alleinerziehende sind vielfachen Formen von Diskriminierung ausgesetzt. Aufgrund der schlechten Stellung der Frau in der Geschichte wird ihnen ein Stigma angehängt. Auf dem Arbeitsmarkt werden sie schlechter behandelt als andere Arbeiter, weil ihnen unterstellt wird, Familie und Beruf nicht vereinbaren zu können. In der Schweiz können Alleinerziehende aufgrund von Diskriminierung selten den Job weiter ausüben, den sie vor der Geburt ausgeübt haben, wodurch die Zahl der Arbeitslosen angestiegen ist. Andererseits wurden alleinerziehende Mütter, die zur Sicherung des Lebensunterhaltes in Vollzeit oder auch Teilzeit berufstätig sind und ihre kleinen Kinder in den Kindergarten schicken, in Deutschland oftmals als „Rabenmütter“ beschimpft. In der Corona-Krise waren Alleinerziehende und berufstätige Mütter wie Väter besonders von Schließungen der Schulen und Kindergärten sowie dem Wegfall der dortigen Mahlzeiten für die Kinder betroffen. Auf dem Wohnungsmarkt werden sie aufgrund der Armutsgefährdung diskriminiert. Die Familienform Alleinerziehender wird häufig als Familie zweiter Klasse bezeichnet.

### Besonderheiten bei fehlendem Einkommen
Zum Ausgleich ökonomischer Nachteile wurde mit § 21 Absatz 3 SGB II ein Zuschlag zum Arbeitslosengeld II geschaffen. Dieser knüpft jedoch nicht an das Sorgerecht oder die hiesige Definition von alleinerziehend an, sondern wird allen „Personen [gewährt], die mit einem oder mehreren minderjährigen Kindern zusammen leben und allein für deren Pflege und Erziehung sorgen“. Dies können beispielsweise auch Großeltern oder Menschen sein, die Pflegekinder groß ziehen, in der Regel jedoch keine volljährigen Geschwister des zu versorgenden Kindes.
Alleinerziehende sind durch die im Sparpaket der Deutschen Bundesregierung 2010 festgelegte Anrechnung und somit Kürzung des Elterngelds für Bezieher von Arbeitslosengeld II besonders betroffen. Angesichts von Plänen der Regierung, Alleinerziehende als Ausgleich an anderer Stelle zusätzlich zu unterstützen, fordern Kritiker stattdessen die Umsetzung einer Familienförderung in Form einer Kindergrundsicherung. Die Förderung von Alleinerziehenden und die Förderung von Ehen im Steuerrecht und in der Krankenversicherung begünstigten zwei einander ausschließende Lebensformen und vergrößerten die Widersprüche der Familienpolitik. Alleinerziehende zahlen im Vergleich zu kinderlosen Ehepaaren höhere Steuern und können lediglich vom Entlastungsbetrag profitieren, wenn sie eigenständig in die Steuerklasse 2 wechseln.
Im Jahr 2019 hatten Alleinerziehende einen Anteil von 9,9 % an der Bevölkerung, deren Nettohaushaltseinkommen unterhalb der Armutsgrenze lag (Quelle: WSI, Amtliche Sozialberichterstattung).

### Wohnsituation
Mit der Trennung verschlechtert sich in der Regel auch die Wohnsituation. Ein Drittel der alleinerziehenden Mütter lebt in Sozialwohnungen, während es bei verheirateten nur 8 Prozent sind. Alleinerziehende leben häufiger in kleinen Wohnungen und haben seltener Wohneigentum als verheiratete Elternpaare. Auch die Mietbelastung ist verglichen mit der von Paaren mit oder ohne Kindern und von Einpersonenhaushalten am höchsten.
Ob Alleinerziehende wohngeldberechtigt sind, hängt von verschiedenen Faktoren ab: der Zahl der zum Haushalt gehörenden Familienmitglieder, der Höhe des Familieneinkommens und der Höhe der Miete. Die Höchstbeträge richten sich nach dem örtlichen Mietenniveau, nach dem jede Gemeinde einer bestimmten Mietenstufe zugeordnet ist.

### Gesundheit alleinerziehender Mütter und Väter
| Belastungen/Beunruhigungen                  | alleinerziehende Mütter | verheiratete Mütter |
| ------------------------------------------- | ----------------------- | ------------------- |
| Unsicherheit, wie eigene Zukunft weitergeht | 48,8 %                  | 26,4 %              |
| finanzielle Probleme                        | 47,7 %                  | 18,7 %              |
| Erziehung und Ausbildung der Kinder         | 34,5 %                  | 27,1 %              |
| zu viele Aufgaben in der Familie            | 23,8 %                  | 13,0 %              |
| Anforderungen nicht mehr gewachsen sein     | 22,7 %                  | 11,4 %              |
| nicht genug Erfolg                          | 20,3 %                  | 7,5 %               |
| fehlende Harmonie in der Familie            | 17,9 %                  | 4,1 %               |
| Probleme mit der Wohnsituation              | 16,6 %                  | 6,2 %               |
| Gefühl, überflüssig zu sein                 | 15,5 %                  | 8,9 %               |

Alleinerziehende, die mit mindestens einem minderjährigen Kind, aber ohne Partner bzw. Partnerin zusammenleben, gelten als belastet. Alleinerziehende Mütter sind nicht nur durch finanzielle Probleme, sondern auch durch Zukunftsängste, Anzeichen von Überforderung und durch ein geringes Selbstwertgefühl stärker belastet als verheiratete Mütter.
Alleinerziehende Mütter leiden deutlich häufiger unter Nieren- und Lebererkrankungen, chronischer Bronchitis und Migräne. Sie geben mehr als doppelt so häufig psychische Erkrankungen an wie verheiratete Mütter. Zudem leiden sie häufiger und stärker unter Schmerzen als verheiratete Mütter, wodurch sie sich auch häufiger in der Bewältigung des Alltagslebens schwerer beeinträchtigt fühlen. Vor allem in der unteren Sozialschicht fühlen sich alleinerziehende Mütter durch Schmerzen und emotionale Probleme stärker beeinträchtigt als die verheirateten Mütter. Das Robert Koch-Institut geht davon aus, dass sich „hier die negativen Effekte des Alleinerziehens auf Einzelaspekte der gesundheitsbezogenen Lebensqualität durch die Zugehörigkeit zur unteren Sozialschicht noch verstärk[en].“
Alleinerziehende und verheiratete Mütter nehmen ungefähr gleich häufig Arzttermine und Kuren in Anspruch. Allerdings nehmen alleinerziehende Mütter seltener Vorsorgeuntersuchungen in Anspruch als verheiratete. Die Arzttermine werden auch eher aufgrund akuter Beschwerden als zur Beratung in Anspruch genommen.
Als Maßnahme zur Vorbeugung vor überhöhten gesundheitlichen und seelischen Belastungen wurde ein Elternkurs, das Palme-Elterntraining entwickelt. Es ist jedoch (Stand: 2009) auf alleinerziehende Mütter und auf Städte in Nordrhein-Westfalen beschränkt.

### Auswirkungen auf Kinder
Eine in Australien durchgeführten Studie an 1400 Kindern länger arbeitender Väter kommt zu dem Ergebnis, dass Kinder die fehlenden Bezugspersonen suchen und Söhne verstärkt an fehlenden Vätern leiden und Aggressionen sowie nach innen gerichtete Verhaltensauffälligkeiten belegt wurden. Gesellschaftliche Akzeptanz von anderen Formen des Zusammenlebens nimmt außerdem den Druck von Kindern, die in solchen Familien groß werden.

## Luxemburg
10 % der Luxemburger Haushalte fallen unter die Kategorie „Alleinerziehende“ (monoparental). In den betreffenden ca. 7.000 Haushalten leben in Luxemburg ca. 20.000 Personen.
59 % der Alleinerziehenden-Haushalte sind nicht in der Lage, unvorhergesehene Ausgaben finanziell zu bewältigen; 57 % fällt es am Ende des Monats schwer, ihre Ausgaben mit den Einnahmen auszugleichen; 52 % rangieren unterhalb der Armutsschwelle. Umgekehrt gesehen: 15 % der Personen, die als „arm“ bezeichnet werden, leben in Alleinerziehenden-Haushalten.
An den staatlichen Fonds National de Solidarité werden etwa fünfhundert Anträge pro Monat gerichtet, damit dieser die rückständigen Unterhaltszahlungen des zahlungspflichtigen Elternteils vorschieße.
Die Betreuung von Kindern wurde zwar in den letzten Jahren etwas besser. Es fehlen aber immer noch Plätze, insbesondere zu frühen oder späten Tageszeiten oder während der Schulferien. Bei manchen Einwanderer-Haushalten fehlt oft ein umfassenderes familiäres Umfeld, welche die Kinderbetreuung notfalls unterstützen könnte.
Im Einkommensteuerrecht gilt die Einstufung in dieselbe Steuerklasse wie Verheiratete lediglich für drei Jahre nach der Scheidung oder dem Tod des Ehegatten und läuft danach aus. Es gibt eine Steuergutschrift für Alleinerziehende (Crédit d’impôt monoparental); auf diese Leistung werden jedoch die erhaltenen Zuwendungen für das Kind ab einer bestimmten Betragsgrenze angerechnet.